# Callopistria apicescripta
Callopistria apicescripta là một loài bướm đêm trong họ Noctuidae.